# Menjagrà senzill
El menjagrà senzill (Sporophila simplex) és un ocell de la família dels tràupids (Thraupidae).

## Hàbitat i distribució
Habita matolls de les terres baixes a Perú.